# الكأس السوفيتي 1990–91
الكأس السوفيتي 1990–91 هو الموسم 50 من الكأس السوفيتي. أقيم خلال الفترة 14 أبريل 1990 وحتى 2 مايو 1991، وأشرف على تنظيمه الاتحاد السوفيتي لكرة القدم، وكان عدد الأندية المشاركة فيه 80، وفاز فيه نادي سيسكا موسكو.